# Pissonotus megalostylus
Pissonotus megalostylus är en insektsart som beskrevs av Frederick Arthur Godfrey Muir 1919. Pissonotus megalostylus ingår i släktet Pissonotus och familjen sporrstritar. Inga underarter finns listade i Catalogue of Life.